# انانتاپورام
انانتاپورام (به انگلیسی: Ananthapuram) یک منطقهٔ مسکونی در هند است که در تامیل نادو واقع شده‌است.

## خصوصیات
انانتاپورام ۵٬۸۶۹ نفر جمعیت دارد.